# …и передайте привет ласточкам
«…и передайте привет ласточкам» — (чеш. ...a pozdravuj vlaštovky) — чехословацкий фильм 1972 года режиссёра Яромила Йиреша.
Биографический фильм, основанный на письмах-дневнике, который вела в гестаповской тюрьме чехословацкая подпольщица-коммунистка, боец Сопротивления: «зрители увидели трогательный образ реально существовавшей девушки — Маруши Кудержиковой, казненной фашистами».

## Сюжет
Конец 1942 года, нацистская тюрьма в Бреслау. 22-летняя подпольщица-коммунист Маруська ожидает в камере казни. Она пользуется возможностью тайно записать фрагменты своих воспоминаний, мыслей и ожиданий. У неё перед глазами проходит вся её жизнь…

… вспоминать всё, что было в её, такой короткой жизни, да копить мужество к самому трудному дню — вот всё, что осталось. Марушка вспоминает. Вспоминает родные поля, вспоминает первую — и единственную — свою любовь, вспоминает подпольные акции, сцены жестоких допросов… Весь фильм построен как вереница светлых и мрачных эпизодов, идущих друг за другом не по хронологической последовательности и не по твердой логике тезисного развития мысли, а в порядке поэтического исследования куска реальности.— Виктор Демин, журнал «Спутник кинозрителя», № 8, 1974 год
Допросы гестаповцев, суд нацистов переплетаются с воспоминаниями о детстве, о родных, о первом чувстве. Мысли о светлом прошлом укрепляют силы девушки, она не выдаёт своих друзей.
Этой весной она умрёт, в то время когда всё расцветает цветет и пробуждается природа — «… и передайте привет ласточкам!» — последняя просьба замученной нацистами девушки.

## В ролях
- Магда Вашариова — Марушка
- Вера Стрнискова — мать Марушки
- Юлиус Вашек — отец Марушки
- Вацлав Гельшус — Юлек
- Гана Пастержикова — заключённая Ярина
- Дагмар Блахова — заключённая Юлинка
- Яна Андресикова — заключённая Фрида
- Гана Мациухова — заключённая Витежка
- Эва Ироушкова — заключённая по кличке Лили Марлен
- Зора Розсыпалова — фрау Нау, надзирательница
- Валери Капланова — Эрна, надзирательница
- Алжбета Фрейкова — Штерницкая, надзирательница
- Ладислав Мрквичка — Боб
- Витезслав Яндак — Олда
- Иржи Загайски — Полда
- Иржи Прымек — начальник гестапо Дорш
- Мирослав Моравец — Нергер, переводчик
- Зденек Срстка — гестаповец
- Индржих Нарента — судья
- Йозеф Черный — учитель
- Ладислав Троян — боец Сопротивления

## Критика
Яромил Иреш, автор сценария и режиссер, каждый раз стремится подчеркнуть хрупкость, беззащитность этой узницы… Оператор Ян Чуржик и художник Ян Олива изобретательно и тонко построили живописное решение происходящего, всей атмосферы этого взволнованного, но в то же время сдержанного повествования, без малейшей нотки фальшивого пафоса.— Виктор Демин, журнал «Спутник кинозрителя», № 8, 1974 год

В противовес многочисленным фильмам — аллегориям, фильмам — параболам, появившимся в 60—е годы, смысл этого фильма предельно определён и ясен. Автор не ищет доказательств исторической правды коммунистов в отвлеченных рассуждениях, он убеждает правдой жизненных примеров, логикой исторического развития. Если в «Ключе» была некоторая плакатность, объяснявшаяся требованиями приключенческого жанра, то фильм Иреша этого избежал, органически соединив патетику и прозу реальной жизни героини. Не только благородство и актуальность идеи, но и изобразительное решение картины, способное вызвать у зрителя сильную эмоциональную реакцию, производили глубокое впечатление.— Иржи Пурш

## Фестивали и награды
- 1972 — Международный кинофестиваль в Карловых Варах — рекомендации жюри Международной федерации киноклубов для показа в киноклубах.
- 1972 — Кинофестиваль в Локарно — специальное упоминание за лучший сценарий.
- 1972 — Международный кинофестиваль в Чикаго — номинация на главный приз «Золотой Хьюго».
- 1972 — Международный кинофестиваль для детей и подростков в Готвальдове — главный приз «Золотая туфелька».
- 1973 — Фестиваль чешских фильмов в Пльзене — приз исполнительнице главной роли актрисе Магде Вашариовой.